# Steinsfeld (Wonfurt)
Steinsfeld ist ein Gemeindeteil der Gemeinde Wonfurt im unterfränkischen Landkreis Haßberge in Bayern.

## Geographische Lage
Das Pfarrdorf Steinsfeld ist weniger als zwei Kilometer vom Gemeindesitz entfernt; die Staatsstraße 2275 verbindet es mit Wonfurt im Nordosten und Donnersdorf im Südwesten. Nördlich von Steinsfeld verläuft in Ost-West-Richtung die Bundesautobahn 70. Am Ostrand des Ortes fließt der Steinsfelder Mühlbach vorbei, der abwärts des Ortes auch Schwappach genannt wird. 

## Geschichte
Der Ortsname deutet darauf hin, dass Steinsfeld bereits im 8. Jahrhundert entstand. Die erste urkundliche Erwähnung von Steinsfeld soll im Jahr 1260 erfolgt sein und der Ortsname sich im Jahr 1319 von „Steinsuelt“ zu „Steinfelt“ gewandelt haben; eindeutig belegen lässt sich dies jedoch nicht.
Im Jahr 1366 erfolgte eine kaiserliche Güterbestätigung für das Kloster Theres, in dessen Besitz sich der Ort befand. Im Lauf der Zeit erwarben auch der Bamberger Fürstbischof Albrecht von Wertheim, das Hochstift Bamberg sowie das Kloster Ebrach Besitzungen im Ort.
In Bezug auf die Steinsfelder St. Sebastian-Kirche sind nicht alle Informationen eindeutig. Diese entstand in den Jahren 1721/22. Die im Renaissance-Stil gehaltene Kanzel stammt laut einer Inschrift aus dem Jahr 1609, was auf einen Vorgängerkirchenbau hindeutet.
Unter dem Würzburger Bischof Georg Anton von Stahl wurde am 17. April 1851 in Steinsfeld, das bis dahin zur Pfarrei Haßfurt gehört hatte, eine Pfarrkuratie eingerichtet. Unter Bischof Julius Döpfner wurde Steinsfeld am 1. Januar 1950 Pfarrei und mit der bisherigen Haßfurter Filialgemeinde Wonfurt zusammengelegt.
Am 1. Mai 1978 wurde Steinsfeld im Rahmen der Gebietsreform in Bayern Gemeindeteil von Wonfurt.